# Bozcaadalı Hasan Hüsnü Pascià
Bozcaadalı Hasan Hüsnü Pascià (Istanbul, 1832 – Istanbul, 27 luglio 1903) è stato un ammiraglio ottomano, che  per due volte ricoprì l'incarico di Ministro della Marina (1881-1882) e (1882-1903) sotto il governo del Sultano Abdul Hamid II, e fu comandante della flotta tra il 1877 e il 1894.

## Biografia

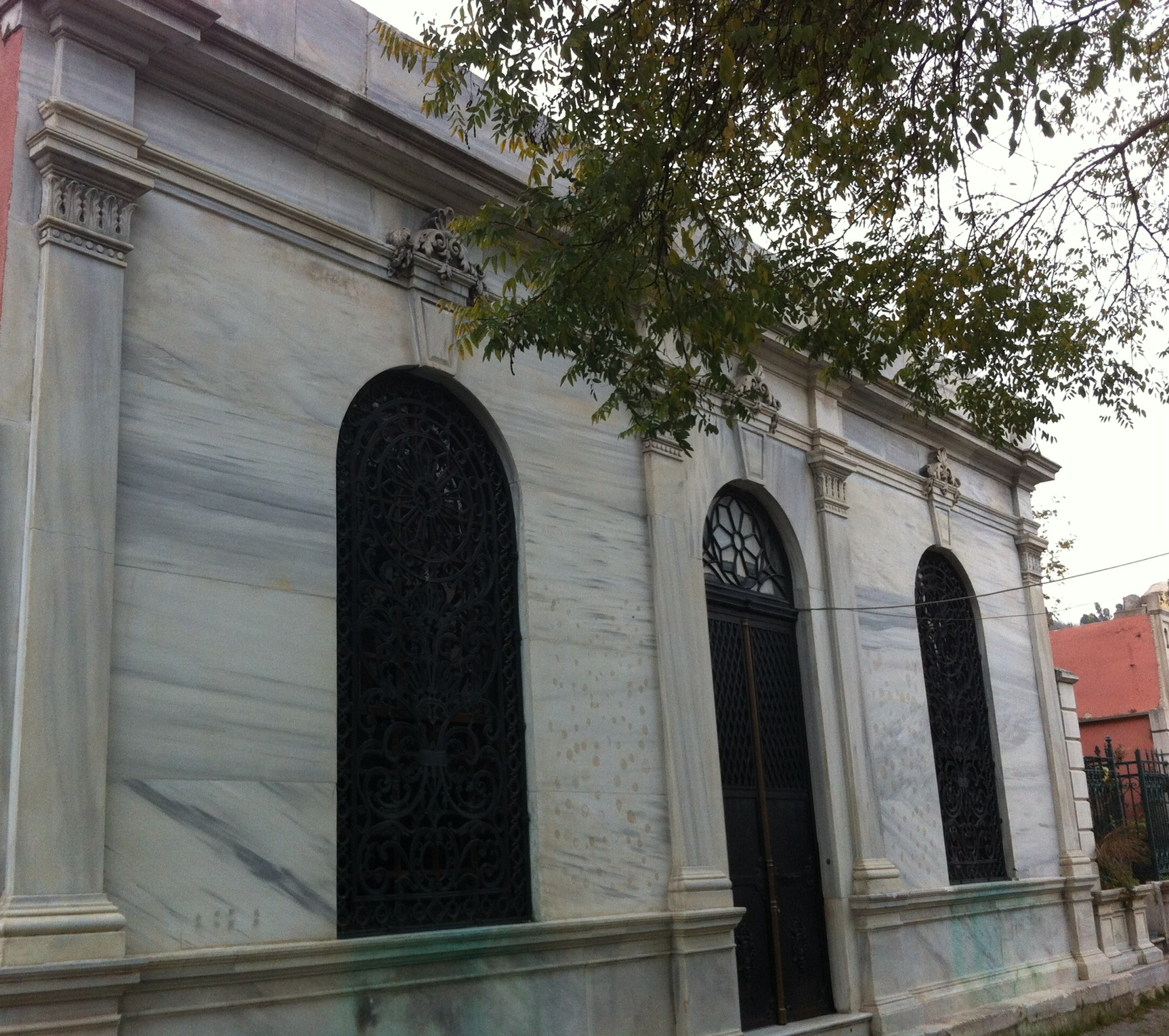
Il Mausoleo di Bozcaadalı Hasan Hüsnü Pascià e Istanbul, distretto di Eyüp.

Nacque a Istanbul nel 1832, figlio di Bozçaadalı Patrona Hüseyin Pascià, caduto valorosamente in combattimento durante la battaglia di Sinope (30 novembre 1853). Entrò nell'Accademia navale nel 1842, uscendone il 5 maggio 1849, primo nel suo corso, con il grado di tenente. Capitano (kolağası) nel 1853, maggiore nel 1855, governatore distrettuale nel 1862, miralay nel 1864, mirliva nel 1871, ammiraglio nel 1872, fu nominato e comandante della flotta nel 1877 e fu comandante della flotta nel Mar Nero durante la guerra russo-turca iniziata quello stesso anno.
Il 12 gennaio 1881, con il rango di Visir, fu nominato Ministro della Marina dal Sultano Abdul Hamid II in sostituzione di Rasim Pascià. L'anno successivo lasciò l'incarico a Ahmed Ratip Pascià, per riassumere poco tempo dopo (3 dicembre 1882) nuovamente l'incarico di Ministro della Marina che mantenne fino alla sua morte, avvenuta il 27 luglio 1903. Sotto il suo ministero vennero pubblicate due riviste navali, Ceride-i Bahriyye e Mecmua-i Fünun-u Bahriyye, che continuano a venire pubblicate attualmente sotto il nome di Deniz Kuvvetleri Dergisi, con la prima di esse che venne edita il 26 giugno 1889. Nel 1889 egli fece ricostruire la moschea che porta il suo nome al posto della vecchia moschea del quartiere di Kadıköy che era andata a fuoco. Il nome della moschea fu dato al quartiere che la ospita negli anni '30 del 900, quando questi furono denominati. Istituì la categoria dei Deniz Gedikli (Sottufficiali navali) il 3 aprile 1890, che iniziò il primo corso di formazione sulla nave scuola Selimiye il 15 giugno dello stesso anno.  Nel 1894 lasciò l'incarico di comandante della flotta all'ammiraglio Hüseyin Pascià. Su ordine diretto di Abdul Hamid II fu fondatore del Museo navale d'Istanbul, aperto al pubblico il 31 agosto 1897.
La sua tomba, costruita nel 1904, si trova nel distretto di Eyüp, nella vecchia via Boyaci, ora Sultan Reşat. Il mausoleo è stato restaurato dal comune di Istanbul nel 1999. Di fronte al mausoleo vi è biblioteca che porta il suo nome, così come  esiste una "collezione Hasan Husnu Paşa" presso la biblioteca del manoscritto di Süleymaniye.

### Fonti
1. 1 2 3 4 5  Biyografya.
2. 1 2 3  Turanakinci.
3. ↑  (TR) Erhan Demirtaş, Bir semt değişirken…, su gazetekadikoy.com.tr, Gazete Kadıköy, 8 settembre 2016. URL consultato il 16 luglio 2021 (archiviato dall'url originale il 16 luglio 2021).
4. ↑  Dzkk.